# Самоуков, Евгений Николаевич
Евге́ний Никола́евич Самоу́ков (род. 17 апреля 1977, Соликамск, Пермская область, РСФСР, СССР) — российский государственный и политический деятель. Глава администрации Соликамского городского округа (2021—2024).

## Биография
Родился 17 апреля 1977 года в городе Соликамске Пермской области.

#### Образование
В 1996 году окончил Соликамский горно-химический колледж по специальности «Техническое обслуживание предприятий химической промышленности», квалификация — техник-механик. В 2003 году получил высшее образование в березниковском филиале Пермского государственного технического университета по специальности «Машины и аппараты химических производств и предприятий строительных материалов», квалификация — инженер.

#### Военная служба
С декабря 1996 по декабрь 1998 года прошёл службу на Беломорской военно-морской базе Северного флота города Северодвинск (Архангельская область). Службу закончил в звании старшины 2 статьи.

#### Трудовая и общественная деятельности
Трудовую деятельность начал в 1995 году с должности слесаря-ремонтника 3 разряда участка фильтрации и сгущения сильвинитовой обогатительной фабрики Соликамского калийного рудоуправления № 3 (ОАО «Сильвинит»).
Вернувшись в Соликамск после армии, с 1998 года по 2021 год прошёл трудовой путь от слесаря-ремонтника 4 разряда участка фильтрации и сгущения сильвинитовой обогатительной фабрики на Соликамском калийном рудоуправлении № 3 (ОАО «Сильвинит») до начальника сильвинитовой обогатительной фабрики дирекции по производству на Соликамском калийном рудоуправлении № 1 (ПАО «Уралкалий»).
В 2019 году стал депутатом Соликамской городской Думы шестого созыва по 19 округу.
В начале 2021 года подал документы на участие в конкурсе по отбору кандидатур на должность главы городского округа — главы администрации Соликамского городского округа. Стал одним из 11 возможных кандидатов.
26 февраля 2021 года на внеочередном заседании Думы Соликамского городского округа был избран главой Соликамского городского округа. За него отдали голоса 15 народных избранников из 25 присутствующих.
11 марта состоялась торжественная церемония вступления в должность главы городского округа — главы администрации Соликамского городского округа.
В апреле 2024 года ушёл в отставку.

## Семья
Женат, имеет двух дочерей.